# Förberedande officerskurs
Förberedande officerskurs (FOK) är i Sverige en militär utbildningsform som införts för att förbereda den som genomgått grundläggande militär utbildning (GMU) för specialistofficersutbildningen och officersprogrammet. Den som varit anställd i minst sex månader som soldat eller har genomfört värnplikten kan söka direkt till specialistofficersutbildningen utan att ha genomgått FOK. Den som varit anställd i minst nio månader som soldat eller har genomfört värnplikten kan söka direkt till officersprogrammet.

## Utbildningslinjer
FOK genomförs på tre linjer: mark, sjö och luft. Utbildningstiden är 15 veckor.